# فيجاي أناند (مخرج أفلام)
فيجاي أناند (بالإنجليزية: Vijay Anand)‏ (22 يناير 1934 - 23 فبراير 2004)، المعروف أيضًا باسم غولدي أناند، كان صانع أفلام ومنتج وكاتب سيناريو ومحرر وممثل هندي، اشتهر بأفلام حازت على استحسان النقاد مثل غايد (1965)، وتيسري مانزيل (1966)، ولص الجواهر (1967) وجوني ميرا نام (1970). لقد صنع معظم أفلامه لصالح شركة أفلام نافكيتان وكان جزءًا من عائلة أناند.

## الخلفية والحياة الشخصية
وُلِد فيجاي أناند في جورداسبور، البنجاب، الهند، وهو ابن بيشوري لال أناند، المحامي الناجح والثري. كان أصغر إخوته التسعة. كان المنتج والمخرج تشيتان أناند والممثل الشهير ديف أناند شقيقيه، ومن بين شقيقاته شيل كانتا كابور، والدة المخرج السينمائي شيخار كابور. 
تزوج فيجاي من ابنة أخته الأصغر سناً، سوشما كوهلي، ابنة أخته الكبرى.  يعتبر هذا الزواج بين العم وابنة الأخ محظورًا في معظم المجتمع الهندي وكان فضيحة عندما حدث. تزوج الزوجان على الرغم من المقاومة من العديد من الجهات، بما في ذلك عائلتيهما، لكنهما عاشا زواجًا سعيدًا استمر طوال حياتهما. لديهم ابنًا اسمه فايبهاف أناند. 

## حياة مهنية
على الرغم من أن فيجاي أناند كان له مسيرة مهنية كممثل وكاتب سيناريو ومحرر ومنتج، إلا أنه سيظل يتذكره الناس في المقام الأول كمخرج. ظهر لأول مرة في عام 1957 في فيلم ناو دو جيارا. تم تصوير الفيلم، الذي لعب فيه شقيق فيجاي ، ديف أناند، الدور الرئيسي، في 40 يومًا فقط.
بعض أفلام فيجاي الناجحة الأخرى كمخرج هي كالا بازار (1960)، وغايد (1965)، وتيسري مانزيل (1966)، ولص الجواهر (1967)، وجوني ميرا نام (1970)، تيري ميري سابني (1971)، رام بالرام (1980) و راجبوت (1982). تم إنتاج جميع هذه الأفلام تقريبًا بواسطة شركة أفلام نافكيتان، وهي شركة الإنتاج التي أسسها الأخوان أناند أنفسهم. كانت هناك استثناءات ملحوظة مثل فيلم تيسري مانزيل الذي أنتجه ناصر حسين، وفيلم رام بالرام الذي أنتجه توني جونيجا، وفيلم راجبوت الذي أنتجه مشير رياض. لا بد من اعتبار الفترة من 1957 إلى 1970 بمثابة ذروة مسيرة فيجاي أناند، كما هو واضح من الأفلام المذكورة أعلاه. كان فيلم فيجاي غايد لعام 1965 بطولة ديف أناند ووحيدة رحمن، والذي استند إلى رواية آر كي نارايان التي تحمل نفس الاسم، بمثابة ذروة مسيرة فيجاي أناند المهنية. لم يكن هذا هو أكبر أفلامه فحسب، بل كان أيضًا فيلمه الأكثر إشادة من قبل النقاد، والذي احتفل به الجماهير والطبقات وعشاق الموسيقى على حد سواء. حاول نافكيتان إصدار نسخة دولية جديدة باللغة الإنجليزية من فيلم غايد، ولكن دون جدوى.

## فيلموغرافيا

### مخرج
- ناو دو جيارا (1957)
- كالا بازار (1960)
- تيري غار كي سامني (1963)
- غايد (1965)
- تيسري مانزيل (1966)
- لص الجواهر (1967)
- كاهين أور تشال (1968)
- جوني ميرا نام (1970)
- تيري ميري سابني (1971)
- ابتزاز (1973)
- تشوبا رستم (1973)
- رصاصة (1976)
- إيك دو تين تشار (1980)
- رام بالرام (1980)
- راجبوت (1982)
- ماين تيري لييه (1988)

### الكاتب
- سائق التاكسي (1954)
- هم دونو (1961)
- راجا (1972) - قصة الفيلم

### ممثل
- طريق أجرا (1957) - سونيل
- كالا بازار (1960) - ناند كومار تشاتوبادياي
- حقائق (1964) - الرائد براتاب سينغ
- تيري مير سابني (1971) - دكتور جاغاناث كوثاري
- الخيانة المزدوجة (1972) - أجاي أريا / فيجاي أريا / جيمي
- تشوبا رستم (1973) - جيمي فرنانديز
- كورا كاجاز (1974) - البروفيسور سوكيش دوت
- تشور تشور (1974) - غير متاح
- مين تولسي تيري أنجان كي (1978) - ثاكور راجناث سينغ تشوهان
- غونغرو كي أواز (1981) - ثاكور رانجيت سينغ
- تيهكيكات (1994) - سام دي سيلفا

## روابط خارجية
- [http://www.imdb.com/name/nm0025629/ Vijay Anand

] في قاعدة بيانات الأفلام على الإنترنت
- Vijay Anand Special Issue on Indian Auteur
- Short Biography on Upperstall.com
- A study of Guide, Vijay Anand's masterpiece on Rediff.com